# Reliefzierat

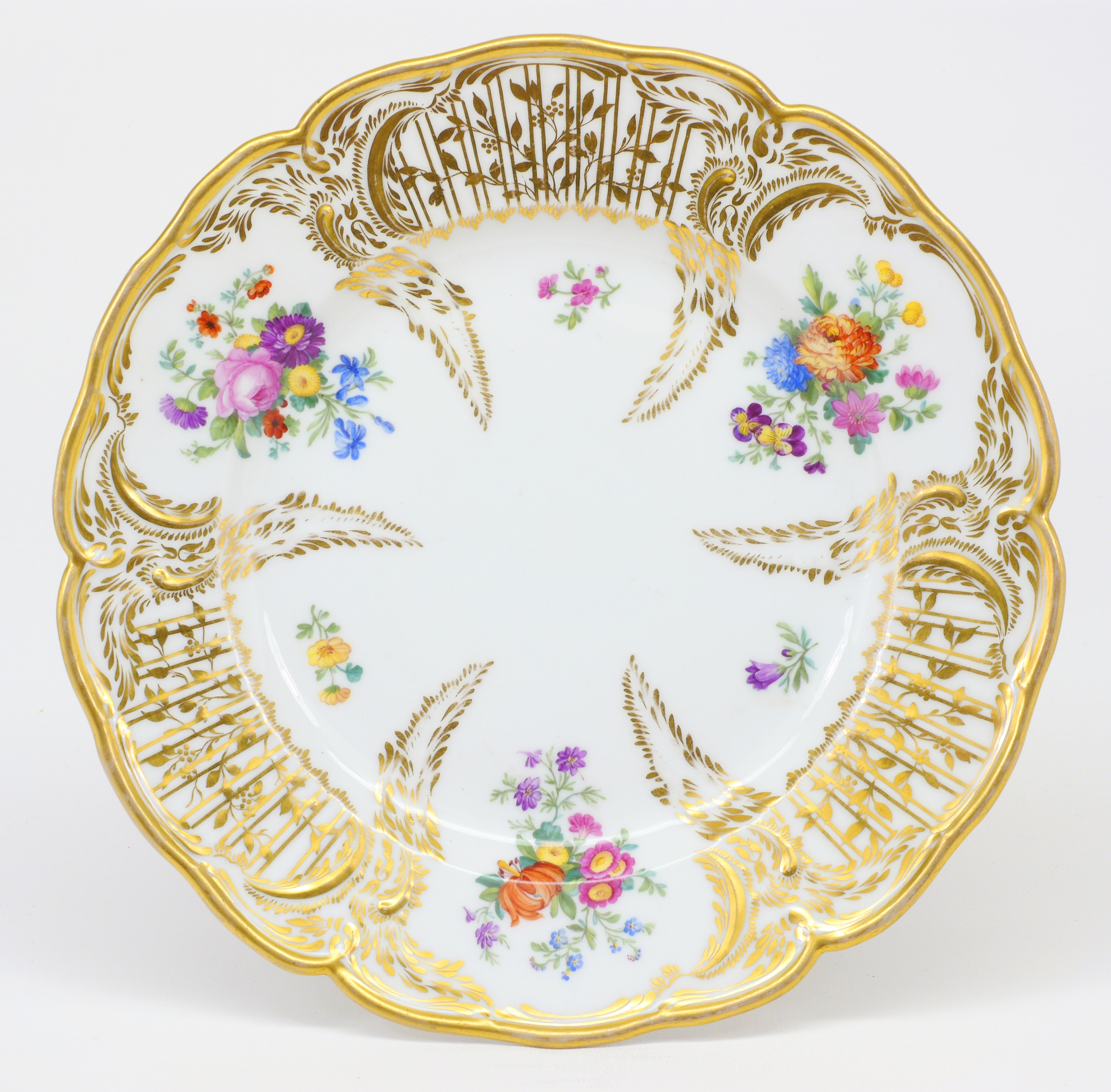
Reliefzierat, datiert 1837

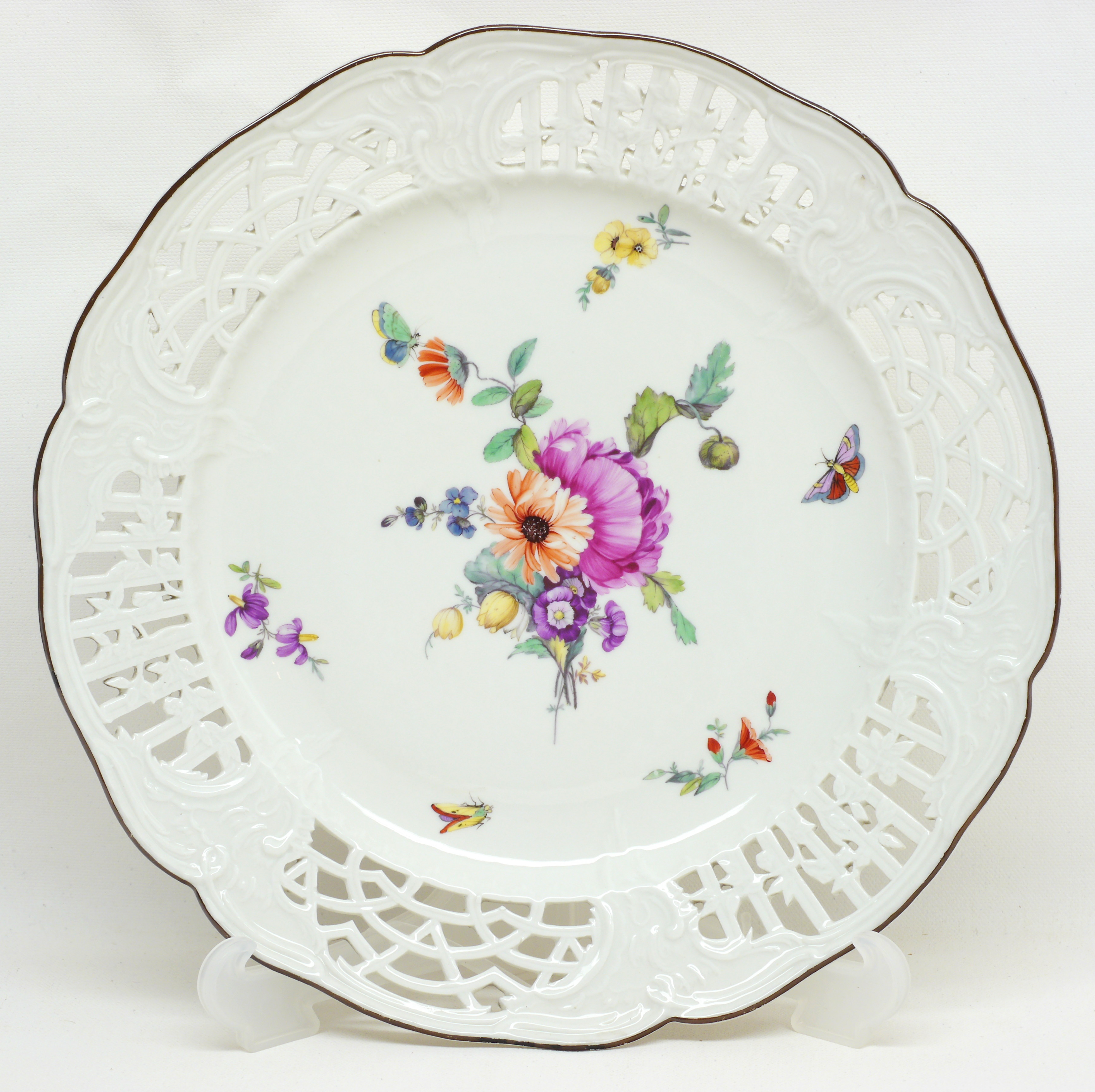
Reliefzierat auf einem Dessert-Teller von 1768

Reliefzierat ist die Bezeichnung für ein Dekor, bei dem das typische Element des friedrizianischen Rokokos als Relief nicht nur auf der Fahne (der breite Rand des Tellers), sondern auch im Spiegel (die Mitte des Tellers) verwendet wird.
Teller mit Reliefzierrat haben einen 6-fach eingezogenen Rand und teilen die Fahne damit in sechs Felder auf, von denen drei mit Ranken-Spalier verziert sind. Die typischen Dekor-Elemente bestehen aus Zwickeln, die von lebhaft bewegten Relief-Rocaillen umrahmt werden. Das Dekor wurde vor 1763 von der Porzellan-Manufaktur Gotzkowsky entwickelt und wird durchgehend immer noch verwendet. König Friedrich II. hatte besondere Vorliebe für dieses Dekor und vergab dafür Aufträge an seine eigene Porzellan-Manufaktur. Dazu gehören die berühmten Service für das Potsdamer und Breslauer Stadtschloss.